# Stockholms ringled

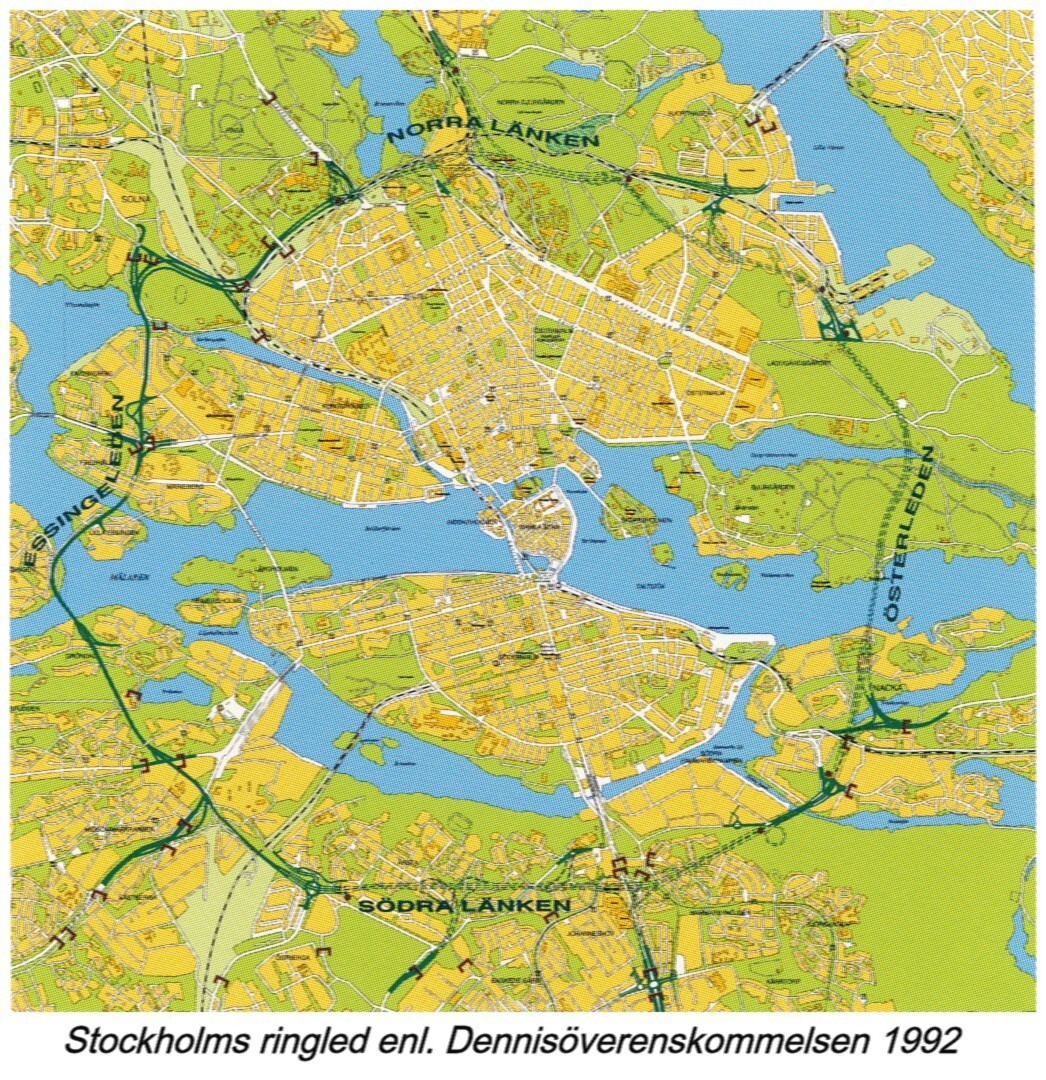
Ringleden enl. Dennispaketet 1992

Stockholms ringled är en tänkt framtida ringled av motorvägar kring Stockholm. En motorvägsring kring Stockholm har utretts och diskuterats sedan 1930-talet.

## Historik

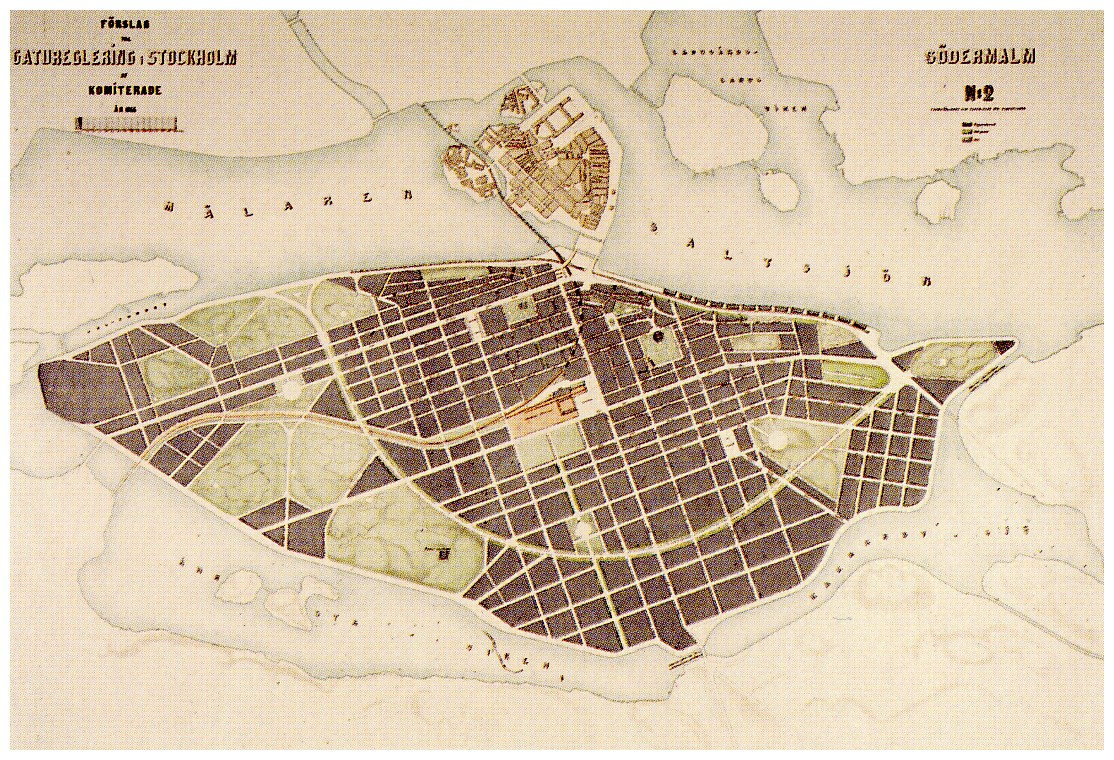
Lindhagens plan för Södermalm 1866

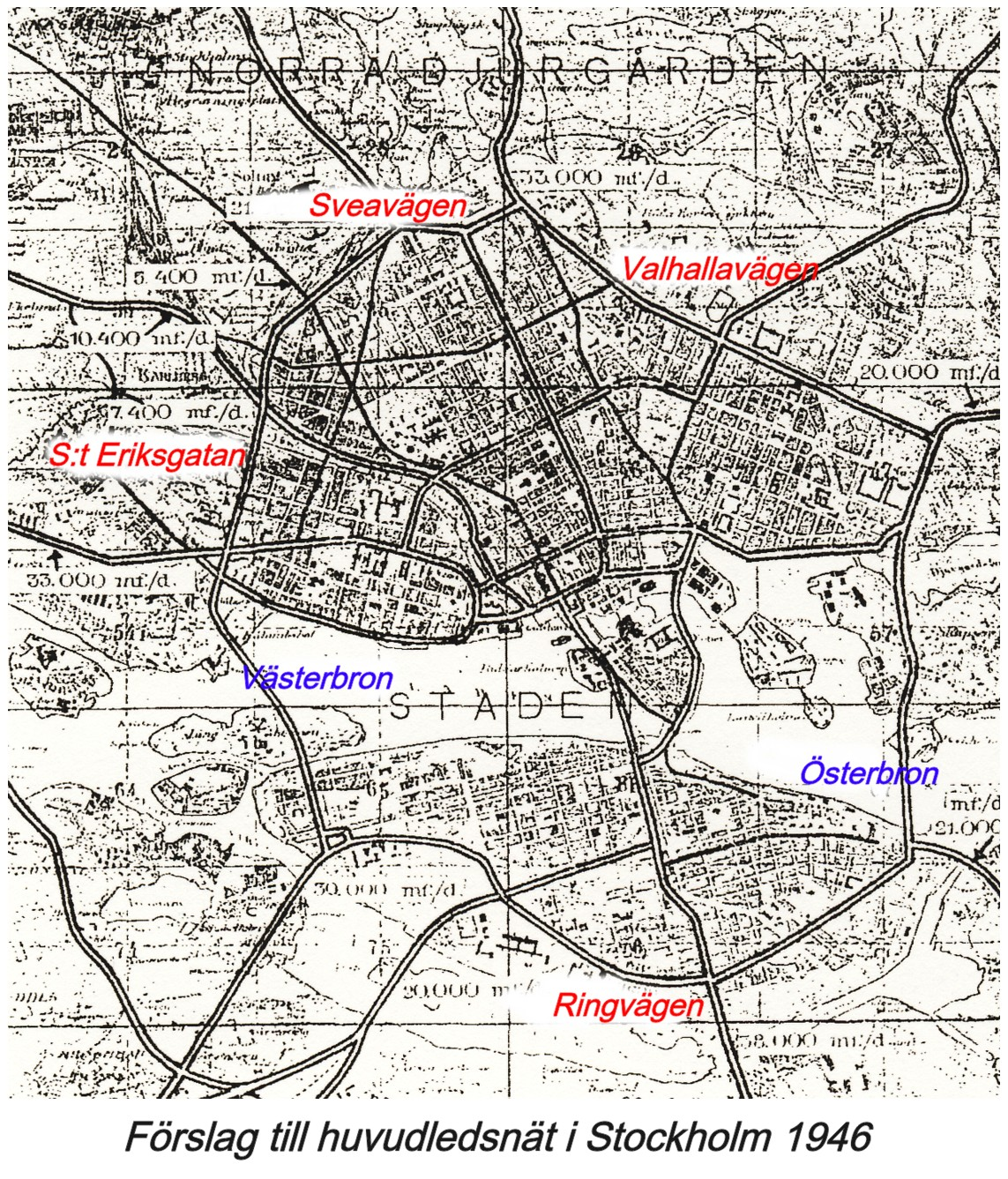
Stockholms inre ring 1946

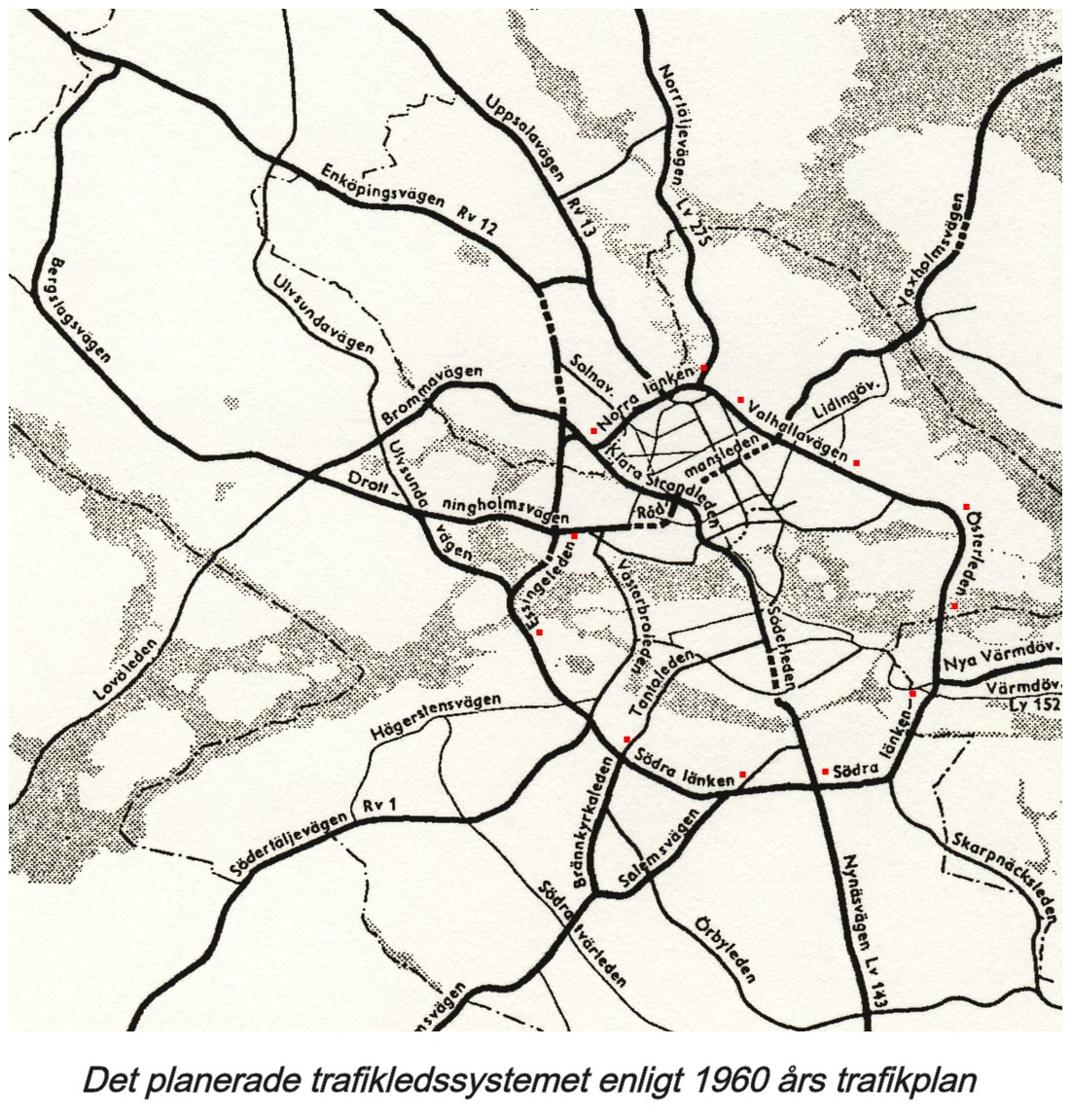
Stockholms yttre ring 1960

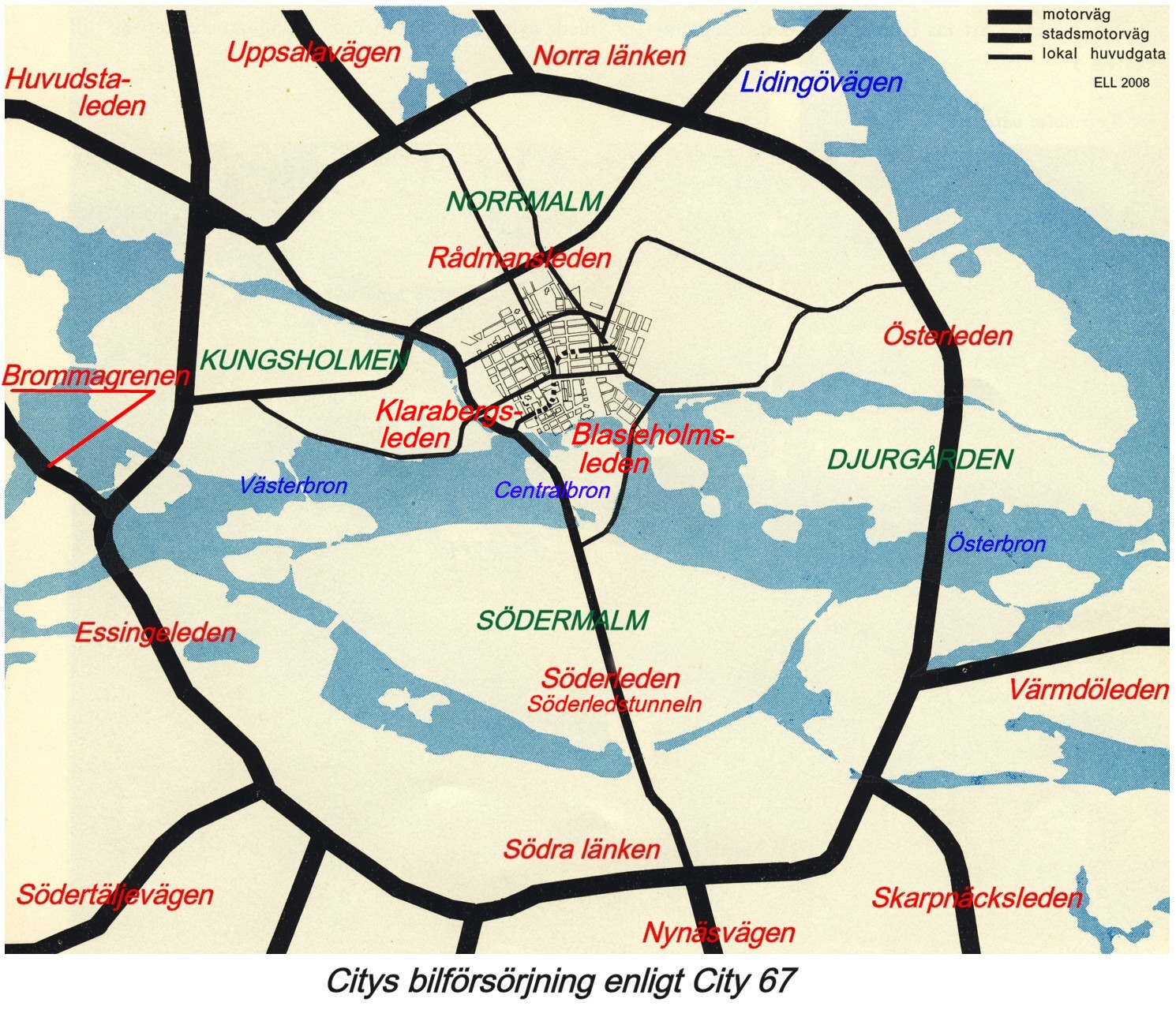
Stockholms yttre ring 1967

Redan på 1880-talet planerade Albert Lindhagen en ringväg runt Södermalm, som skulle koppla ihop Söder Mälarstrand med Danvikstull i en lång halvcirkel längs södra delarna av Södermalm. Leden fick 1885 namnet Ringvägen, men varken kopplingen till Söder Mälarstrand eller anslutningen till udden vid Danvikstull och området vid Fåfängan kom till stånd.
På 1920-talet återuppväcktes idén om en Österbro (den hade redan diskuterats i början av 1900-talet), nu skulle den sträcka sig via en förlängd Ringvägen från Danvikstull till Beckholmen och fortsatt i en tunnel under Skansen en bro över Djurgårdsbrunnsviken och en ny tunnel till området vid Värtahamnen.

## 1946 års huvudledsnät
År 1905 fanns det i Stockholm 177 registrerade bilar, siffran ökade på tjugo år till 9 000 registrerade motorfordon och fem år senare, år 1930, hade antalet fördubblats till 17 800 motorfordon. På 1930-talet var det därför en av stadsplanerarnas och samhällsplaneringens viktigaste uppgifter att planera Stockholms vägnät för den förväntade fordonsökningen. Bilen stod för frihet och modernitet och önskedrömmen var att äga en bil. Problemet skulle lösas med en ringled runt staden och stjärnformigt anlagda huvudgator som strålade från centrum ut mot ringleden.
År 1946 presenterades ett förslag till huvudledsnät i Stockholm med en inre ringled, som ingick sedermera i Generalplan för Stockholm 1952.. Den sträckte sig via Ringvägen på Södermalm i söder, vilken skulle förlängas till Danvikstull enligt Lindhagens gamla plan, och vidare via Västerbron och en ny bro över Karlbergssjön till Norra Stationsgatan och Sveaplan, och sedan längs Valhallavägen - Oxenstiernsgatan - Södra Djurgården - Österbron över Saltsjön till Ringvägen igen. Den 1935 invigda Västerbron skulle alltså kompletteras med en Österbro. 1948 utlystes en internationell tävling för den tänkta östra förbindelselänken. 196 förslag från 33 länder kom in, med broar, tunnlar och de mest fantasifulla lösningar en del påminde om en stockholmsk variant av Golden Gate Bridge.  Österbron blev aldrig förverkligad.

## 1960 års trafikledsplan
Citysaneringens upphovsman Yngve Larsson drev på, och inom ramen för 1960 års trafikledsplan för Stockholm presenterades ett trafikledssystem för staden. Den inre ringleden hade nu slopats och ersatts av en yttre. Radiella infartsleder skulle leda ut till Ekerö, Enköping, Uppsala, Lidingö, Nacka, Nynäshamn och Södertälje, samt till de nya eller planerade  satellitstäderna som Vällingby, Farsta och Skärholmen. Infartslederna skulle ansluta till en ringled med hög kapacitet och därmed avlasta stadens gatunät.
Ringen skulle utgöras av Essingeleden, Norra länken, Valhallavägen, Österleden samt Södra länken och skulle ha motorvägsstandard med i allmänhet sex filer. Essingeleden planerades ha åtta filer på sträckan Hägerstensvägen-Stora Essingen och fyra filer på sträckan Drottningholmsvägen-Brommavägen. Valhallavägen och Södra länken mellan Nynäsvägen och Södertäljevägen skulle också endast ha fyra filer. Vid trafikledsplanens tillkomst existerade av Ringen endast Valhallavägen, och den förutsattes bli väsentligt ombyggd. Österbron flyttades längre österut. I höjd med Biskopsudden skulle den spänna över Saltsjön till Finnboda.Ingen del förlades i tunnlar. Enbart Essingeleden och västra delen av Södra länken, Årstalänken, började byggas efter dessa planer under 1960-talet. Essingeleden öppnades i två etapper, 1966 respektive 1971 och Årstalänken 1972.
1960 års trafikledsplan fanns även medtagen en trafikled över Årsta holmar väster om Årstabron. Dess arbetsnamn var "Tantoleden" och den skulle bli en länk mellan ringleden och det lokala gatunätet i Årsta och på Södermalm. Redan när den äldre Årstabron anlades på 1920-talet fanns planer på att komplettera den i en framtid med en gatubro.

## Citys bilförsörjning 1967
I 1967 års cityplan City 67 konkretiserades planerna på Stockholms motorvägsringled ytterligare, rubriken var "Citys bilförsörjning". Essingeleden var nu i det närmaste färdigbyggd, i Stockholms city tog Norrmalmsregleringen form och framstegsoptimismen bland politiker och planerare var fortfarande stor. Valhallavägen var inte längre ringens östra del utan en ny, större båge via Norra och Södra Djurgården föreslogs. En ny Österbro över Stockholms inlopp till Finnboda fanns fortfarande enligt 1960 års trafikledsplan. Den yttre motorvägsringen genomkorsades av två stadsmotorvägar, Klarastrandsleden - Götgatan i nord-sydlig riktning och Humlegårdsgatan - Tunnelgatan - Fleminggatan i ost-västlig riktning.
Planerna enligt City 67 blev inte heller förverkligade. En förändrad syn beträffande beslutsprocesser, en ny inställning till miljön kombinerat med svagare kommunala finanser satte stopp för det vad många nu kallade “rivningsvansinne” och striden om almarna i Kungsträdgården 1971 var ett synligt uttryck för detta. I den följande Cityplan 1977 hade samtliga planer med en ringmotorväg kring Stockholm slopats, enbart sträckan Klarastrandsleden - Söderleden och Norra länken skulle byggas. År 1991 kompletterades Essingeleden med en liten bit av Norra länken fram till Norrtull.

## Dennispaketet
Bilismen minskade inte utan ökade istället. Essingeleden hade 1960 planerats för ca 80 000 fordon/dygn i båda riktningar, på 1990-talet var det ca 120 000 fordon/dygn och år 2007 kunde det bli toppar på upp till 170 000 fordon/dygn, enligt Vägverkets uppgifter. Statens Institut för Kommunikationsanalys, SIKA, visar i prognoser att vägtrafiken beräknas öka med 25% mellan år 2000 och 2010. Likaså ökar befolkningen. Landstingets regionalplanekontor beräknar att antal invånare kommer att öka med ca 20 000 personer/år fram till år 2030.
För att möta Stockholms framtida fordonstrafik utan trafikinfarkt, träffades 1992 en politisk överenskommelse om transportsystemen i Stockholms län, den så kallade Dennisöverenskommelsen. För vägtrafiken innebar överenskommelsen bland annat att Essingeleden skulle kompletteras med Norra länken, Österleden och Södra länken - i stort sett enligt de gamla planaren från 1960-talet. För att skona miljön skulle stora delar av Norra länken och Österleden, som båda leder genom Ekoparken, förläggas under jord, likaså Södra länken.
1997 bröts Dennisöverenskommelsen. Södra länken var det projekt som hann sättas igång och som slutfördes med invigning 2004. I april 2006 gav regeringen klartecken till att börja bygga Norra länken som öppnades för trafik i november 2014. För Österleden eller "Östlig förbindelse" som den också kallas, finns för närvarande (2024) ingen tidsplan. Vägverket påbörjade under 2005 en ny förstudie som avslutades utan resultat 2017.
År 2024 krävde Nacka och Värmdö kommuner att projekteringen skulle återupptas.

## Vägavsnitt
Ringleden har fyra tydliga avsnitt, varav två är helt klara, ett delvis slutfört, och ett planerat.
- Essingeleden: invigd 1966 (Västberga – trafikplats Kristineberg, västra körbanan), 1967 (östra körbanan) och 1971 (trp Kristineberg – Norra Stationsgatan)
- Södra länken: invigd 2004
- Norra länken: Essingeleden – Norrtull klar 1991, och är överdäckad för byggandet av Hagastaden, byggandet av resterande sträcka Norrtull – Hjorthagen påbörjades 2007 och invigdes 30 november 2014.
- Österleden: planeringen avbröts 1997, ny förstudie påbörjad 2005 på grund av stor befolkningstillväxt i det berörda området

## Bildgalleri

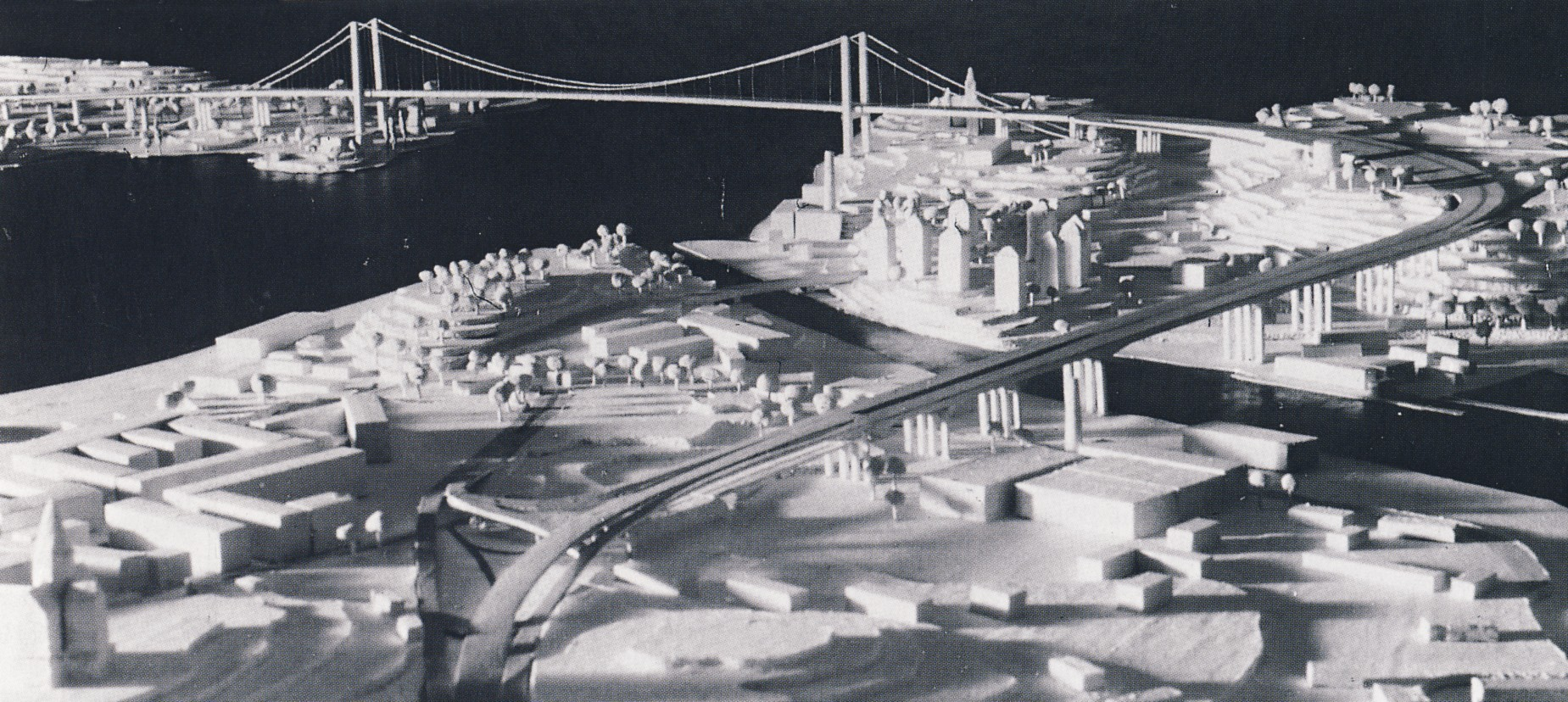
Tävlingsförslag från 1948 för en Österbro av ingenjörsbyrån Fritsch & Co, Heidelberg
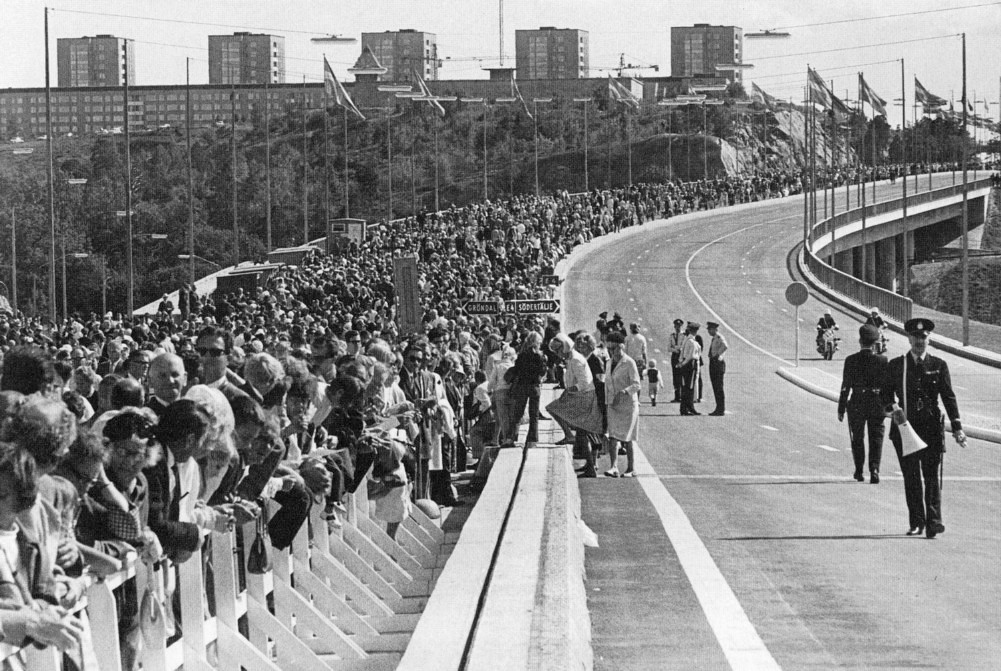
Essingeleden vid invigningen 1966. I bakgrunden syns Nybohovsberget med bostäder.
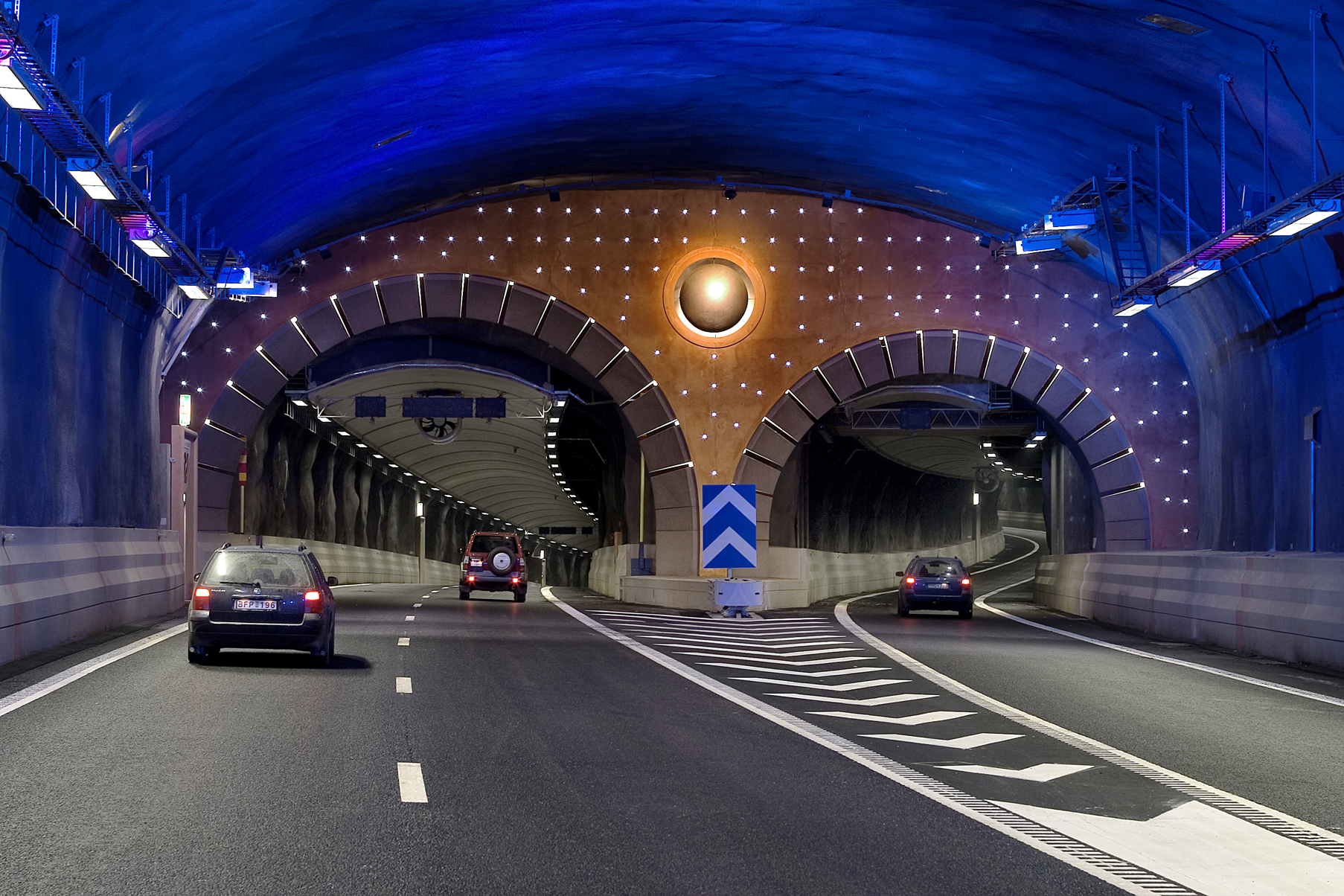
Södra länken från Nacka-hållet
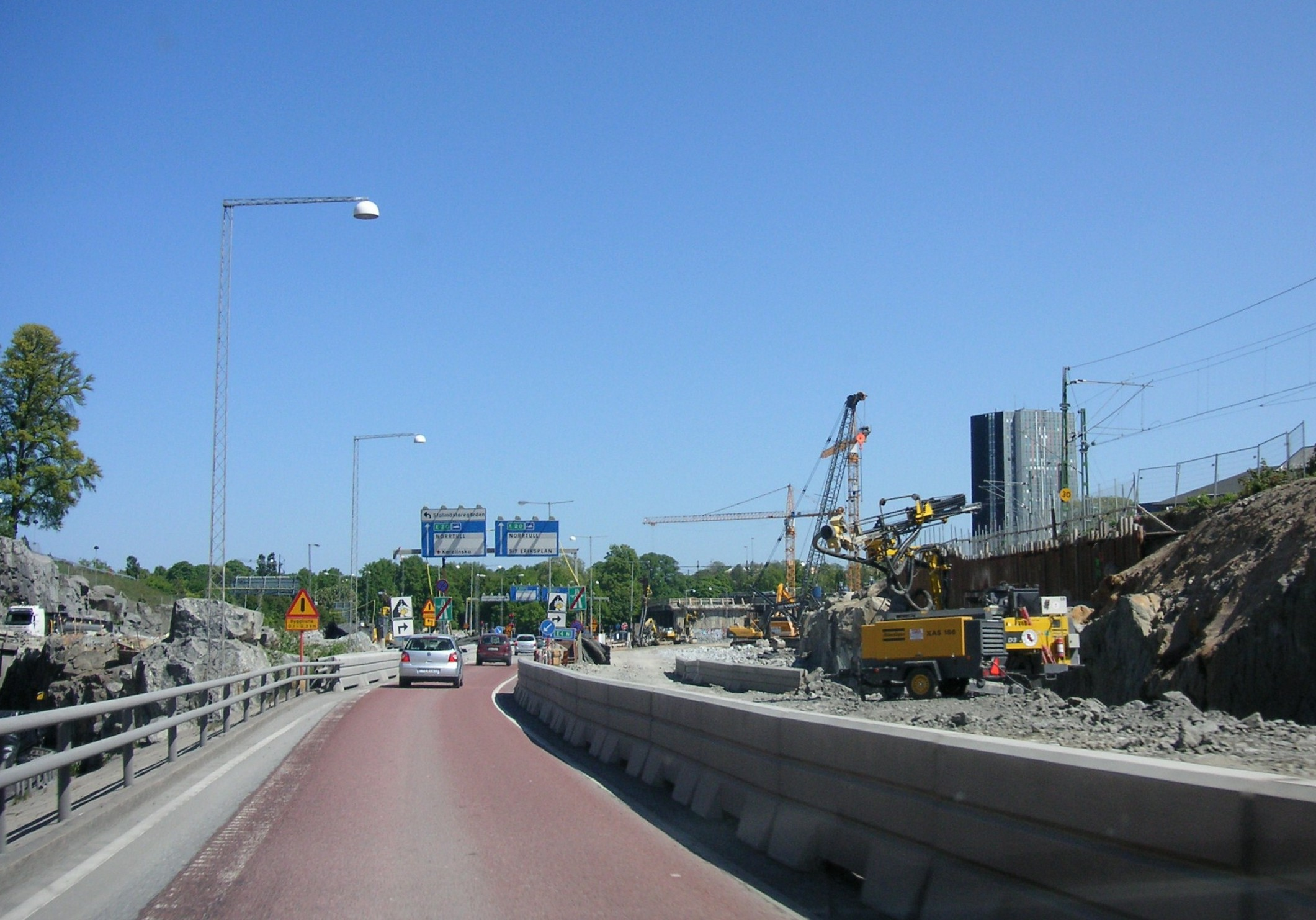
Norra länken, byggnadsarbeten vid Norrtull, maj 2008